# 氟化镝
氟化镝是一种无机化合物，化学式为DyF3。

## 制备
氟化镝可由DyCl3或Dy2(CO3)3和40%氢氟酸反应得到：
DyCl3 + 3 HF → DyF3↓ + 3 HCl
Dy2(CO3)3 + 6 HF → 2 DyF3 + 3 H2O + 3 CO2↑
硝酸镝和氟硼酸钠在200 °C进行水热反应，也能制得DyF3。
氧化镝和氟化氢铵混合并加热至300 °C使氧化物变为多孔，并继续升温至700 °C，通入氟化氢即发生反应：
Dy2O3 + 6 HF → 2 DyF3 + 3 H2O